# فيل كينغ (لاعب كريكت)
فيل كينغ (22 أبريل 1915 بليدز في المملكة المتحدة - 31 مارس 1970 ببرادفورد في المملكة المتحدة) (بالإنجليزية: Phil King)‏ هو لاعب كريكت بريطاني (وحمل سابقاً جنسية المملكة المتحدة لبريطانيا العظمى وأيرلندا). لعب مع نادي مقاطعة لانكشر للكريكت ‏ ونادي مقاطعة ورسسترشاير للكريكيت ‏.

## وصلات خارجية
- فيل كينغ على موقع إي آس بي آن كريك إنفو (الإنجليزية)